# モデル線
モデル線（モデルせん）、モデル線区（モデルせんく）とは、鉄道などにおいて、先進技術などの実験や広報などの場などといった、「モデル」として設定された路線およびその区間を指す語である。
本項では東海道新幹線におけるモデル線とその付属施設・組織について記述する。
新幹線計画におけるモデル線、モデル線区とは、東海道新幹線の建設時に日本国有鉄道（国鉄）が先行完成させた試験用区間である。神奈川県小田原市と高座郡綾瀬町（現・綾瀬市）付近を結ぶ約30キロメートルの区間で、全線開通後は東海道新幹線の路線の一部に組み込まれた。鴨宮基地（かものみやきち）がおかれ、モデル線管理区がこれを管理した。開業から60年以上を経た現在では「鴨宮モデル線区」などとも呼ばれる。

## 概要
東海道新幹線の建設では、それまでにない広軌高速電車の研究開発から開業までを、1959年（昭和34年）から1964年（昭和39年）までのわずか5年という短期間でやり遂げることが求められていた。東海道線の増設は喫緊の課題だった。
このために、全線開通まで待たなくても試作車両や新設備の実地試験を行える場として、「モデル線」が計画された。モデル線は全線に先駆けて建設され、1962年（昭和37年）から1964年（昭和39年）にかけての約2年間、新型車両と設備の試験、乗員と保線要員の養成、「夢の超特急」の広報と試乗者受け入れを行った。モデル線がなければ、わずか5年で開業に漕ぎ着けることは難しかったと考えられている。
現地には、車両基地として鴨宮基地が設けられ、現業機関としておかれたモデル線管理区がこれを管理した。区長は田中隆造。モデル線における研究実務は鉄道技術研究所が担当した。

### 公式名

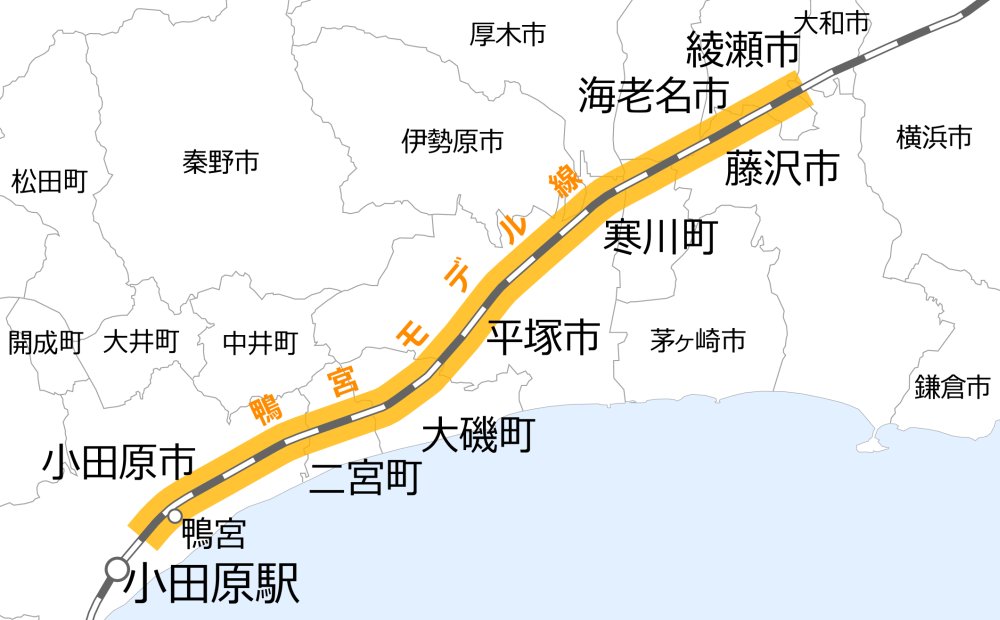
モデル線 綾瀬 - 鴨宮約32km

新幹線開業当時に国鉄が刊行した公式記録『東海道新幹線工事誌』では、この試験用区間の名は「モデル線」もしくは「モデル線区」と表記されている。
モデル線の起点は綾瀬、終点は鴨宮だが、基地はモデル線西端近くで終点側の鴨宮に「モデル線鴨宮基地」（モデルせん かものみやきち）が置かれた。
新幹線のテスト走行を行っていた1962年（昭和37年）から1964年（昭和39年）にかけて、「モデル線」の名は日本中で知られていた。その走行実験や試乗会はニュースにもしばしば取り上げられた。しかし1964年の開業から長い年月が過ぎると、「モデル線」のみではだんだん通じにくくなり、「鴨宮のモデル線」から転じて、今では「鴨宮モデル線」あるいは「鴨宮モデル線区」と表記されることもある。

### 区間

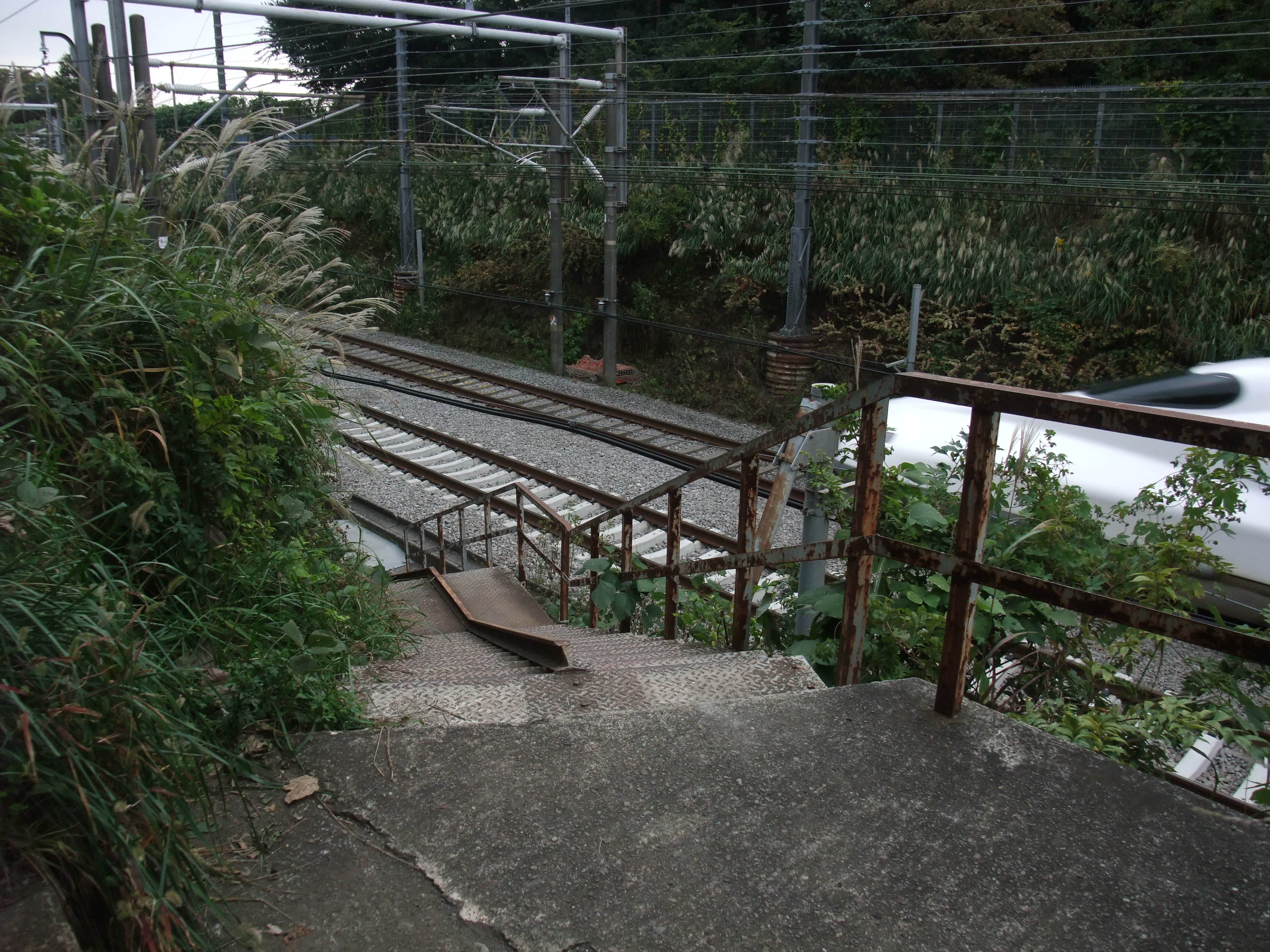
モデル線での綾瀬側の出入口だった八軒町昇降階段

新幹線予定路線のうち、神奈川県綾瀬付近（相模川の東） - 小田原付近（酒匂川の西）の区間約30km。
計画当初は綾瀬 - 小田原間約37kmを想定していたが、テスト走行が開始された1962年（昭和37年）6月時点で走行可能だったのは、鴨宮 - 生沢（大磯町）間約10kmほどの区間のみであった。鴨宮基地の跡地にある記念碑「新幹線発祥之地」のプレートには「32km」と記されており、これは綾瀬付近（東京駅起点より43k355m7）から鴨宮付近（75k163m65）約32kmに相当する。
43k355mは藤沢市長後に位置するが、この粁呈（キロ程）は全線締結してからのもので、モデル線時代には横浜市通過区間での用地買収が済んでおらず、想定軌道図面上で算出した距離を採用していたため、実際の距離より東京駅方に約1.25km短いものとなり（結局用地買収が進展せず迂回した屈曲区間が生じたため距離が伸びて現在の粁呈となった）、43k355mをモデル線粁呈に置き換えると第2深谷橋梁付近になり、試乗会の乗り場は正しくこの場所であり、現在でも作業用としての階段が残されている。
しかしながら、『レイル №64　東海道新幹線・鴨宮モデル線を顧みる』（エリエイ）などに掲載された綾瀬側起点の写真は綾瀬町と藤沢市の境界にある第3八軒町架道橋（43k636m）直下であり、綾瀬側に折り返し転線用の渡り線も写っている（現存せず）。また、43k480m（藤沢市長後）の上り線側には作業用の八軒町昇降階段があり、切土区間の第3八軒町架道橋下への出入口として使われた。なお、藤沢市長後はもともとは綾瀬町に属しており、境界変更で藤沢市に編入された経緯があり、『東海道新幹線工事誌』にもモデル線区間について「綾瀬（藤沢市内） - 小田原」との記述があり、現在の藤沢市長後界隈を綾瀬と呼んでいた。
また『東海道新幹線工事誌 電気編』には42k600mに綾瀬仮ホームの記載があり、これは大和市福田の三軒庭架道橋と引地川橋梁との間になり、切土区間から平地区間への移行帯に位置している。
さらに、綾瀬側起点を小田急江ノ島線高座渋谷駅東方とするものもあり、当時の関係者の自費出版による回顧録では「高座渋谷駅まで電車通勤し、そこから軌道へ下りた」との証言もある。
こうした経緯から、『トラベルMOOK 東海道新幹線1964 ～夢の超特急誕生前夜』（交通新聞社）に「モデル線前後区間の軌道が整備されるたびに少しずつ走行距離も伸ばしていった」とあるように、一貫して固定されていた小田原側の端点とは異なり、綾瀬側の端点は固定されていなかったとされている。
モデル線の車両基地としては、モデル線沿線で現在線の駅が近くにある場所が望まれた。試作車の車体を輸送する関係で、基地には現在線を引き込む必要があった。候補として小田原（酒匂川の西）、鴨宮（酒匂川の東）、倉見（相模川の東）が検討され、工期と工事費を勘案して小田原側の鴨宮が選ばれた。

### テスト期間
1962年（昭和37年）6月、鴨宮基地（東京基点71km820m）から東方向へ約10kmの生沢（東京基点61km800m）までの区間（下り線）が完成したところで、モデル線全区間の完成を待たずに走行試験が開始された。この段階では酒匂川橋梁もまだ完成していなかった。当初は、1962年（昭和37年）4月からこの約10km区間で試運転を開始する計画であったが、工期が遅れて6月になった。
その後、テストと並行して工事が進められ、1962年（昭和37年）10月に全区間約30kmが完成したあとは、200km/hから250km/hを目指して速度向上試験が進められていった。速度向上試験を終えると、さらに安定走行のための総合試験が繰り返された。
さらに工事が進み、1964年2月15日には熱海以西の区間がモデル線とつながって、綾瀬 - 三島間77kmが開通した。4月21日、東京・大阪両運転所が開設され、モデル線管理区は役割を終えて解散し、東京運転所の鴨宮派出所となった。このあと、新幹線の試験走行は新幹線局運転車両部に移管され、大阪 - 米原間の210km/h速度向上試験や全線通しての試運転が行われていく。

### 試験車
計画当初の付番規則に基づき「1000形」の名が与えられた試作車は2編成が作られた。試験という目的から、車輛ごとに異なった特色を持ったものとされた。製造元についても編成内でも分けられ、車輛メーカー5社の分担となった。設計は国鉄・臨時車両設計事務所に技研とメーカー5社が協力する形で進められた。A編成2両とB編成4両、2種類の編成で、連結して6両で試験走行する場合もあった。装備や機器類、台車は、数種のものを車両別に取り付け、テスト走行の結果をもとに量産車に用いる形式を決定した。形状や塗色といったスタイリングについても、A編成とB編成で異なるものとされ、量産型（0系）は窓部分を青いラインに塗り分けたB編成に近いものとなった（塗り分けの先端部への接近の度合いなどが微妙に異なる）。
1962年（昭和37年）6月よりモデル線でさまざまなテスト走行を繰り返し、1963年（昭和38年）3月30日の速度向上試験ではB編成がモデル線で256km/hを達成した。
- 試作車（新幹線1000形電車）
  - A編成2両：1001、1002（後の941形電気試験車（→救援車））
  - B編成4両：1003、1004、1005、1006（後の922形電気試験車T1編成）
  - （A・B連結6両編成 1001 - 1006 での試験も行われた）
- 後に0系の量産先行車となる編成
  - C編成6両：1011、1012、1013、1014、1015、1016（後の21-1、26-1、35-2、16-1、25-2、22-1。後に中間車を追加しN1編成となり、岡山延伸後はH1編成に改称）
- 軌道試験車：4000形4001号（後の921-1）

C編成は1964年（昭和39年）2月に搬入、3月からA・B編成とともに試験運転に入った。4001は1962年にモデル線に登場。

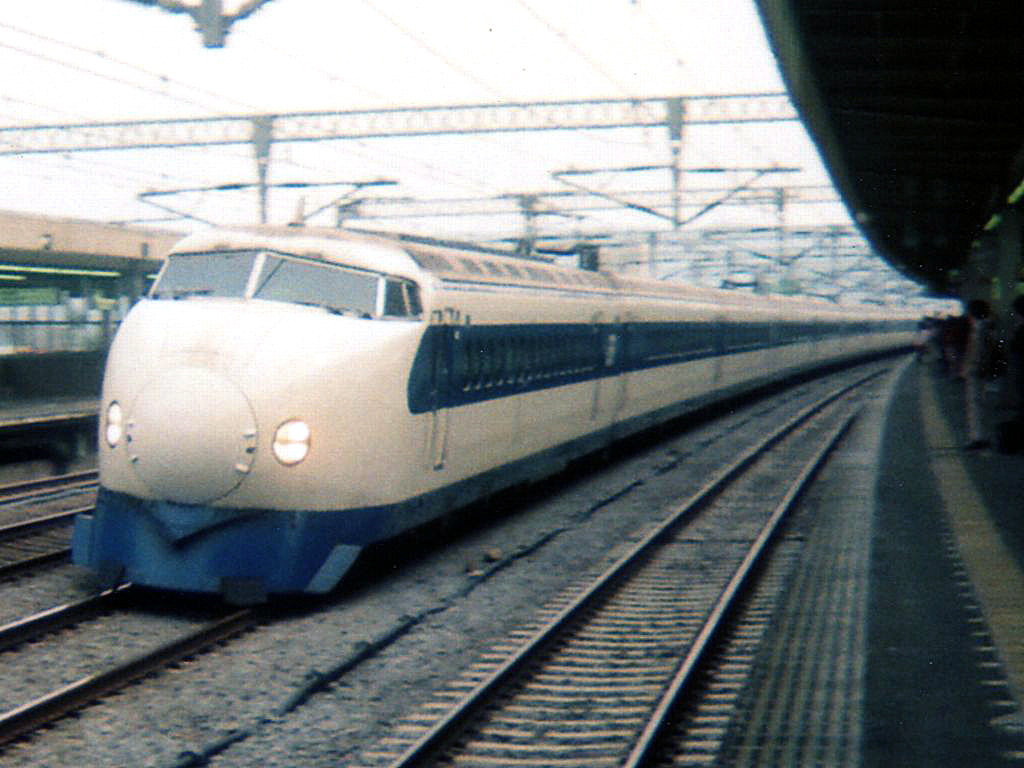
量産型の新幹線0系電車。窓まわりの塗色などは試作車B編成の外観に近い。列車番号表示用の小窓は無くなり、静電アンテナはスピード感のある形状となった。正面窓は平面の組み合わせとなった。

## モデル線の役割

### 試験
鴨宮基地は、田中隆造管理区長のもとで鉄道技術研究所から来た研究者たちが試作車両や設備のテスト、速度試験を実施した。

#### 各種試験

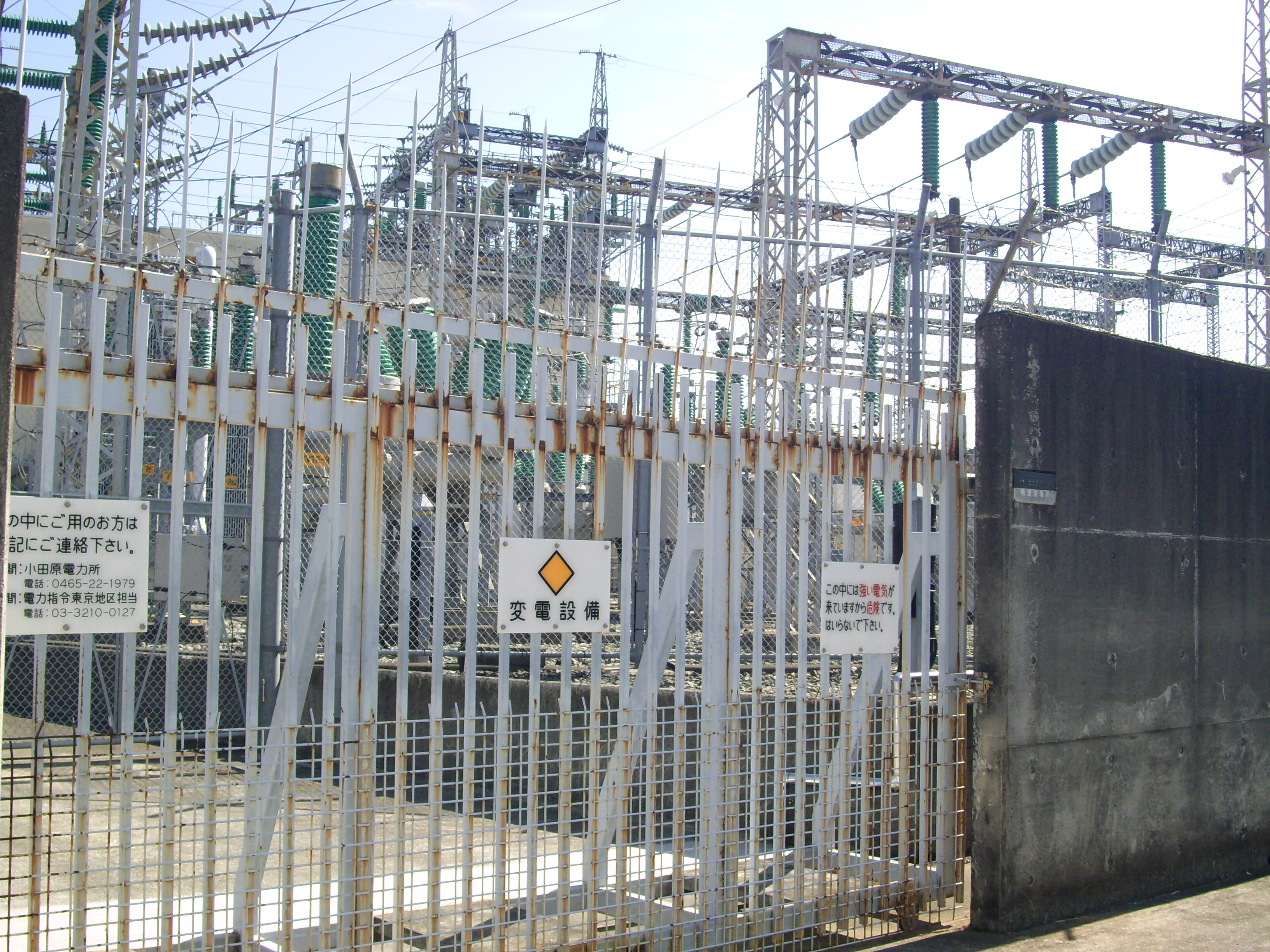
開業後も使われている鴨宮変電所

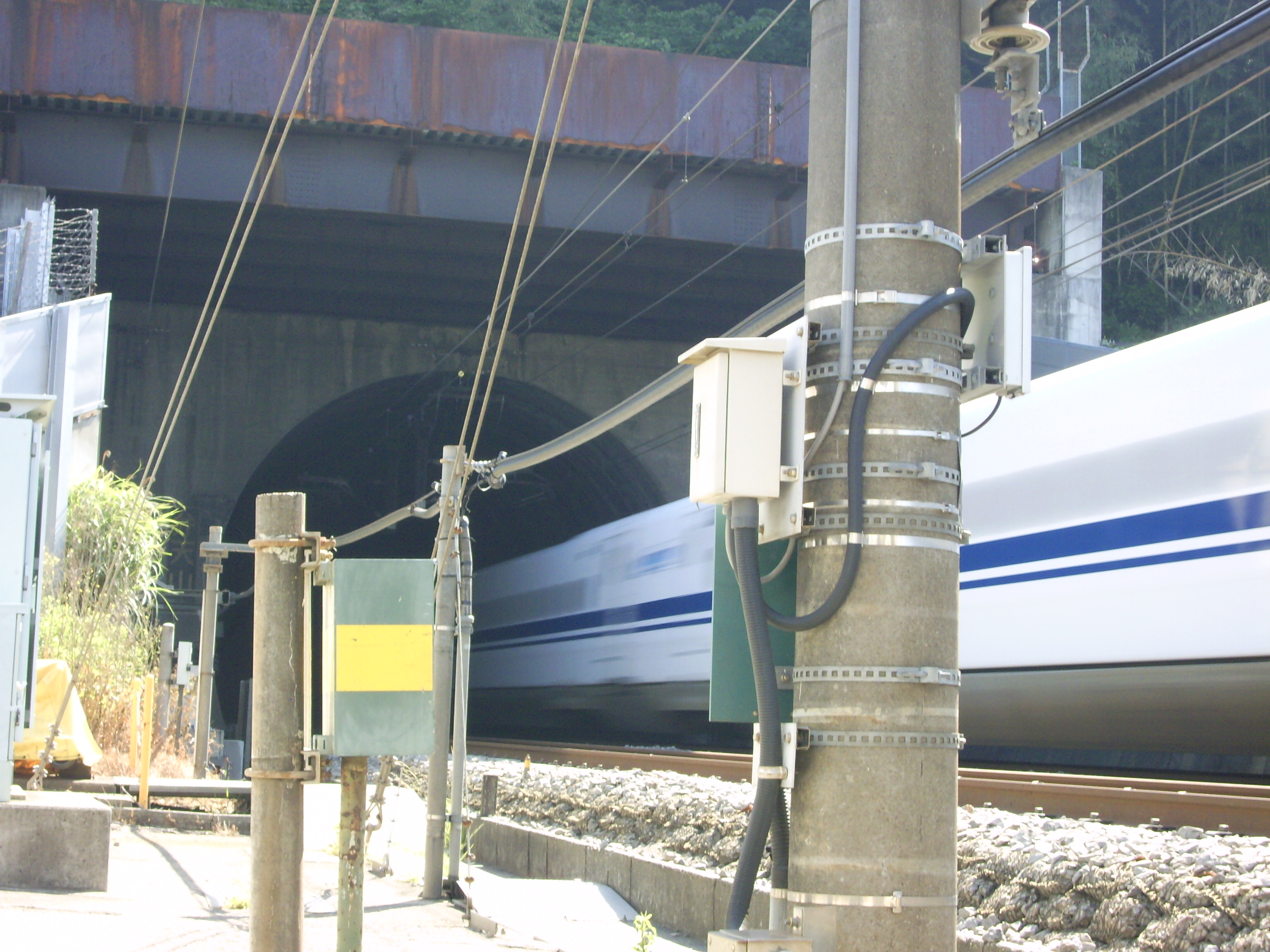
耳ツン現象と車両気密性を検証した弁天山トンネル

- 車両性能
- ATCシステム（12月19日 - ）
- 車輪摩耗
- 台車
- ブレーキ
- 風圧
- すれ違い
- 列車無線（12月7日 - ）
- 架線、集電性能
- 軌道
- 信号

#### 速度試験
速度試験には大別して、速度向上試験と速度総合試験があった。速度向上試験で速度を主眼とした試験をして、引き続いての速度総合試験では今後に必要な各種のデータを取っていくのである。モデル線区の開通距離に応じて3段階に分けての試験が計画された。
- 1962年（昭和37年）6月下旬 - 第1次速度向上試験 安全走行のための軌道に関する基礎試験で、「車両振動、輪重変化、横圧、車輪運動」に絞って測定がおこなわれる。開通区間が約10km。速度は70km/h程度。
- 1962年（昭和37年）7月、9月8, 13, 14日、第2次速度向上試験（その一・その二） 開通区間が約10kmのため、160km/h程度の速度を目標に速度向上。
- 1962年（昭和37年）10月21-31日、第2次速度向上試験（その三）、 開通区間が約30kmとなり、200km/hの速度を目標に速度向上[20]。
- 1962年（昭和37年）12月20-23日、第1次高速総合性能試験。
- 1963年（昭和38年）3月19, 30日、第3次速度向上試験。200km/h以上の速度を目標に速度向上。あわせて高速総合性能試験。

試運転開始式が行われた1962年（昭和37年）6月26日の最高速度は70km/hである。その後、テストを続け、安全を確かめながら5～20km/h刻みで段階を追って速度を上げていき、9月には、約10km区間で可能な最高速度と見積もられていた160km/hに到達。モデル線が約30km開通後の1962年（昭和37年）10月31日午前7時57分30秒には、東京基点62km第一生沢トンネル付近で200km/hに到達。1963年（昭和38年）3月30日午前9時46分32秒には256km/hをマークした。
フランス国鉄の直流電気機関車が打ち立てた331km/hの場合は、高速達成のために駆動装置や客車の改造を施すなど、かなり特殊な状況下で出た記録であるが、モデル線における256km/hというのは、
- 軌道整備限度を「通り狂い2mm/10m以内・高低狂い4mm/10m以内」と厳しく設定した（200km/h走行時はそれぞれ3mm、7mm）
- 架線電圧をあげて加速距離短縮などをはかった
- 量産車にはない「弱め界磁装置」を使った

という点が異なるだけで、これらを別にすれば200km/hの常時運転とほとんど変わらぬ状況下での記録である。最高スピードをマークした試作車両の前部側面左右には「RECORD 高速度記録 256km/h 1963-3-30」と刻んだ逆三角形の金属プレートが取り付けられた。

### 乗務員・保守要員の養成
鴨宮基地には、新幹線の乗員および保守要員を育成する役割があった。中央鉄道学園小田原分所がおかれ、全国から選ばれてきた精鋭に在来線とは異なる乗務実習と知識講習をおこなった。分所長は管理区長の田中隆造が兼務した。

### 試乗者の受け入れ
鴨宮基地には仮ホームが設けられ、ここから延べ約10万人ないし15万人もの人が「夢の超特急」に試乗した。内外の要人をはじめ報道関係者、試乗切符を持った一般人までという幅広い試乗者の受け入れは、反対意見も多かった新幹線計画への理解を得る上で大きな役割を果たした。
試乗者例
- ライシャワー大使[29]
- エカフェ（ECAFE、国連アジア極東経済委員会）代表団[30][31]
- グレン中佐[32]
- 秩父宮妃[33]

## 沿革

### 終戦まで
第二次世界大戦の終戦までに、弾丸列車計画により、東京 - 大阪間のルートの何割かはすでに用地買収が済んでいた。のちにモデル線区となる早川 - 相模川間も既買収地区間の一つである。

### 新幹線建設決定まで
新幹線建設の中心人物となる十河信二が1955年（昭和30年）5月に総裁に就任した。昭和30年代になって貨客輸送量の増大に伴い東海道線の増強が必要なことは明らかであったが、その方式については十河の推す広軌別線論だけでなく狭軌増設論、狭軌別線論、モノレール論など国鉄上層部の中でも意見が分かれていた。
1957年（昭和32年）5月30日に銀座山葉ホールで、鉄道技術研究所創立50周年記念講演会が「超特急列車、東京 - 大阪間3時間への可能性」と題して一般の人にも公開して行われた。これは篠原武司所長の発案で、それまでばらばらに行われていた基礎研究が「鉄道輸送の高速度化研究」としてまとめられ、それまでの基礎研究をまとめれば広軌（標準軌）新線ならば時速250kmの速度で東京 - 大阪間を3時間で結ぶことが技術的に可能であるとして報告された。
この講演会には賛否両論が巻き起こったものの、これを契機として国鉄内部でも世論でもこの広軌別線案が力を得るようになる。1957年（昭和32年）7月には国鉄本社に新幹線調査室がおかれ、東海道線の増強について具体的な調査がはじまった（室長は後に新幹線総局局長となる大石重成）。1957年（昭和32年）8月、運輸大臣の諮問機関、日本国有鉄道幹線調査会が設けられ、1958年（昭和33年）7月、幹線調査会は「広軌別線」を5カ年で建設すべきと答申した。
1959年（昭和34年）度予算で30億円の東海道幹線増設費が認められ 運輸省の工事認可（東京・大阪間線路増設工事運輸大臣認可）も下りた。

### 新幹線計画におけるモデル線
こうして新幹線計画は十河信二国鉄総裁と島秀雄技師長のもとで実現に向かって動き出した。1959年（昭和34年）4月には新丹那トンネル東側坑口（来宮口/来宮駅側）で全線の起工式が行われた。標準軌上を時速200m/h以上のスピードで営業運転する新路線の工事を5年後の1964年（昭和39年）3月に完了させ、東京オリンピック開催までに開業を実現するために、全線開通を待たずに試作車両や新設備の実地試験を行える場、「モデル線」が計画された。高速鉄道を走らせる基礎研究は「原理的には解決済み」であったが、それを実用化するまでにはまだまだテストして解決しなければならない課題が山積していた。
国鉄は新幹線を建設する上で最初から最後まで資金調達に苦しんだが、資金調達の一環として世界銀行から8000万ドルの借款を受けることに成功し、1961年（昭和36年）5月に正式調印の運びとなった。これで新幹線は世界銀行にも認められた日本の国家的プロジェクトとなり、たとえ政権担当者が変わっても中止の憂き目を見る心配はなくなった。しかし、計画通りに新幹線建設をやり遂げる責任は一層重くなった。

### 先行建設

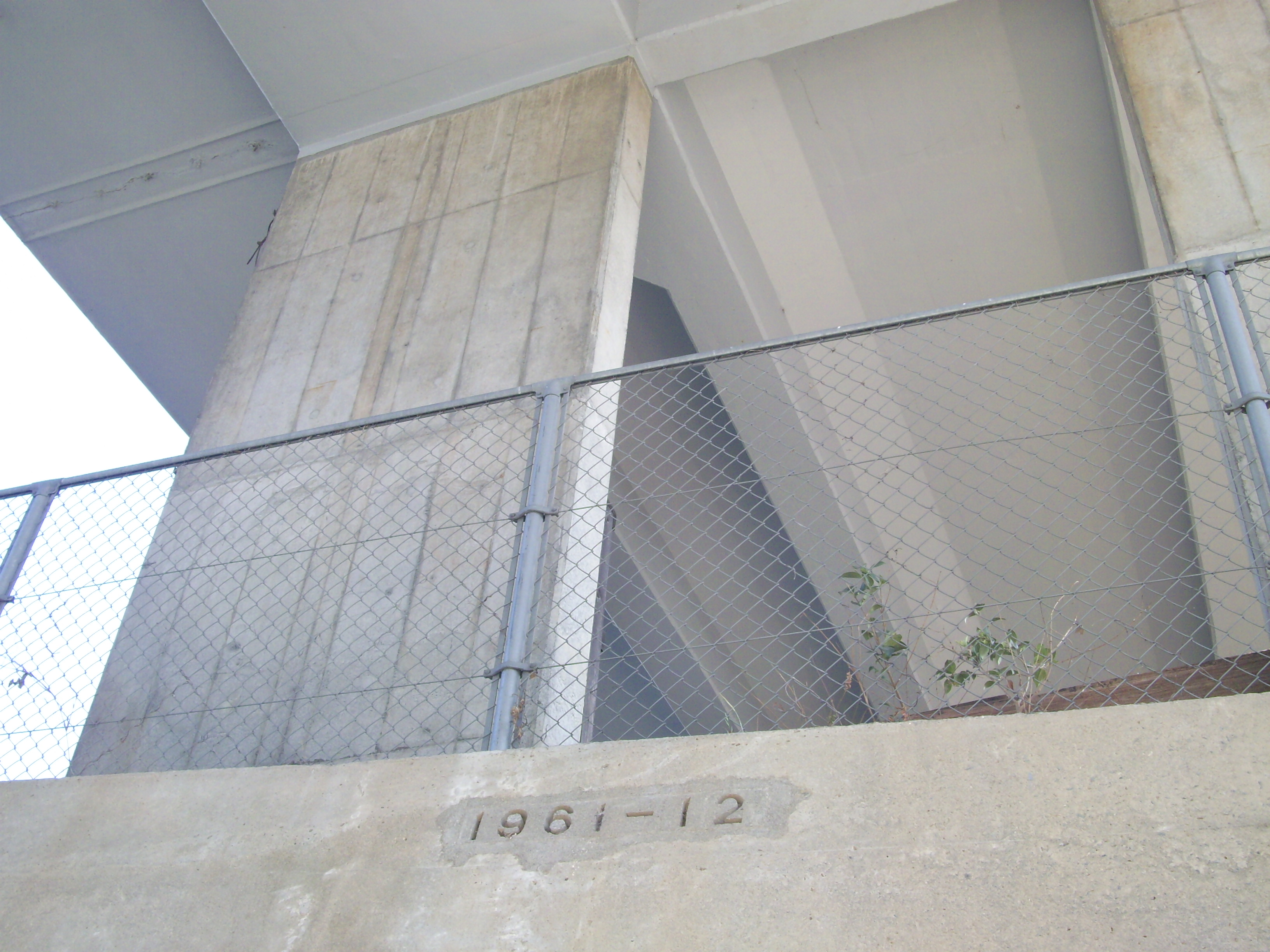
モデル線高架橋として造られたことが分かる「1961-12」の銘板

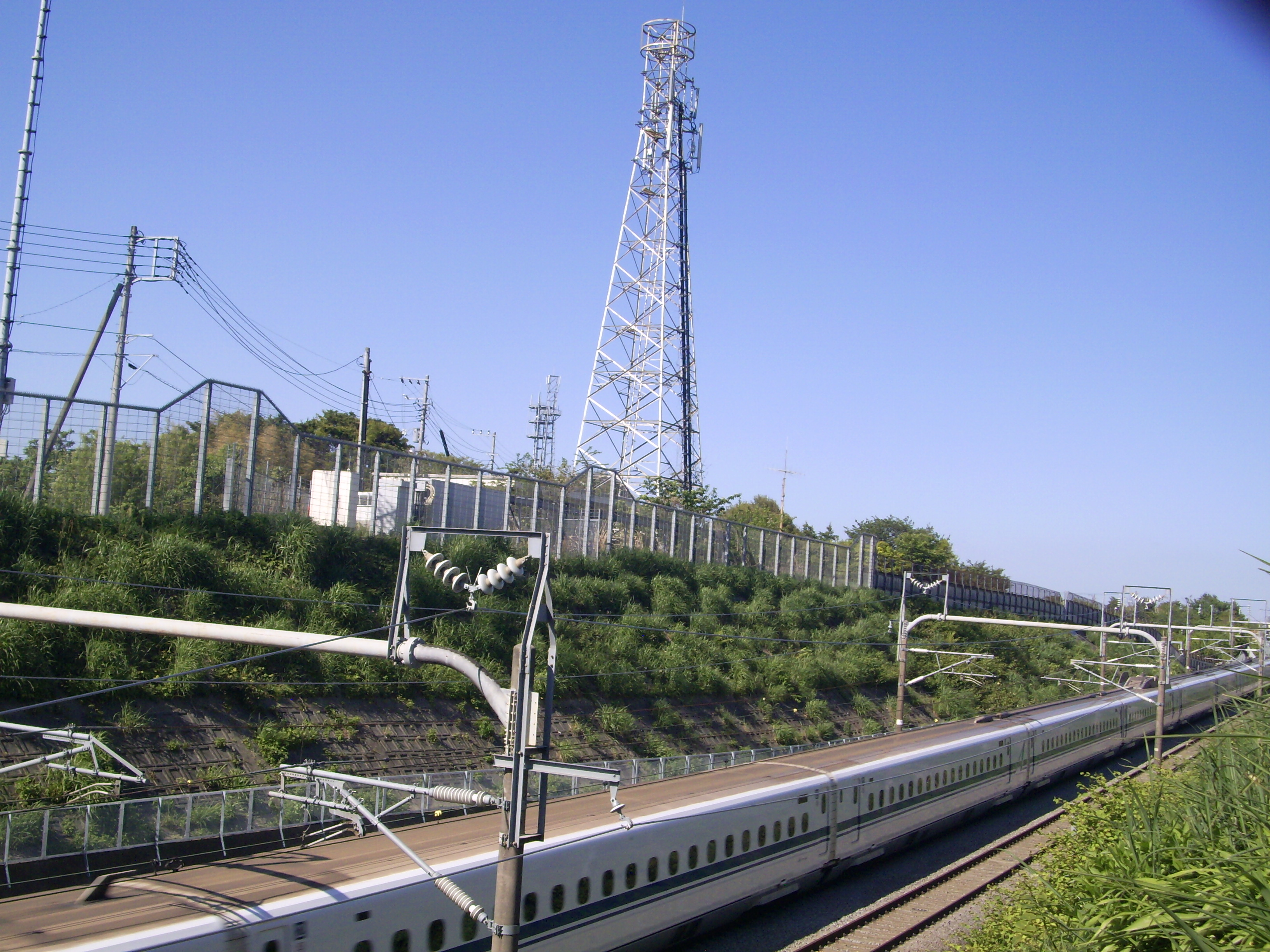
用田鉄道無線基地（現在は中継所）

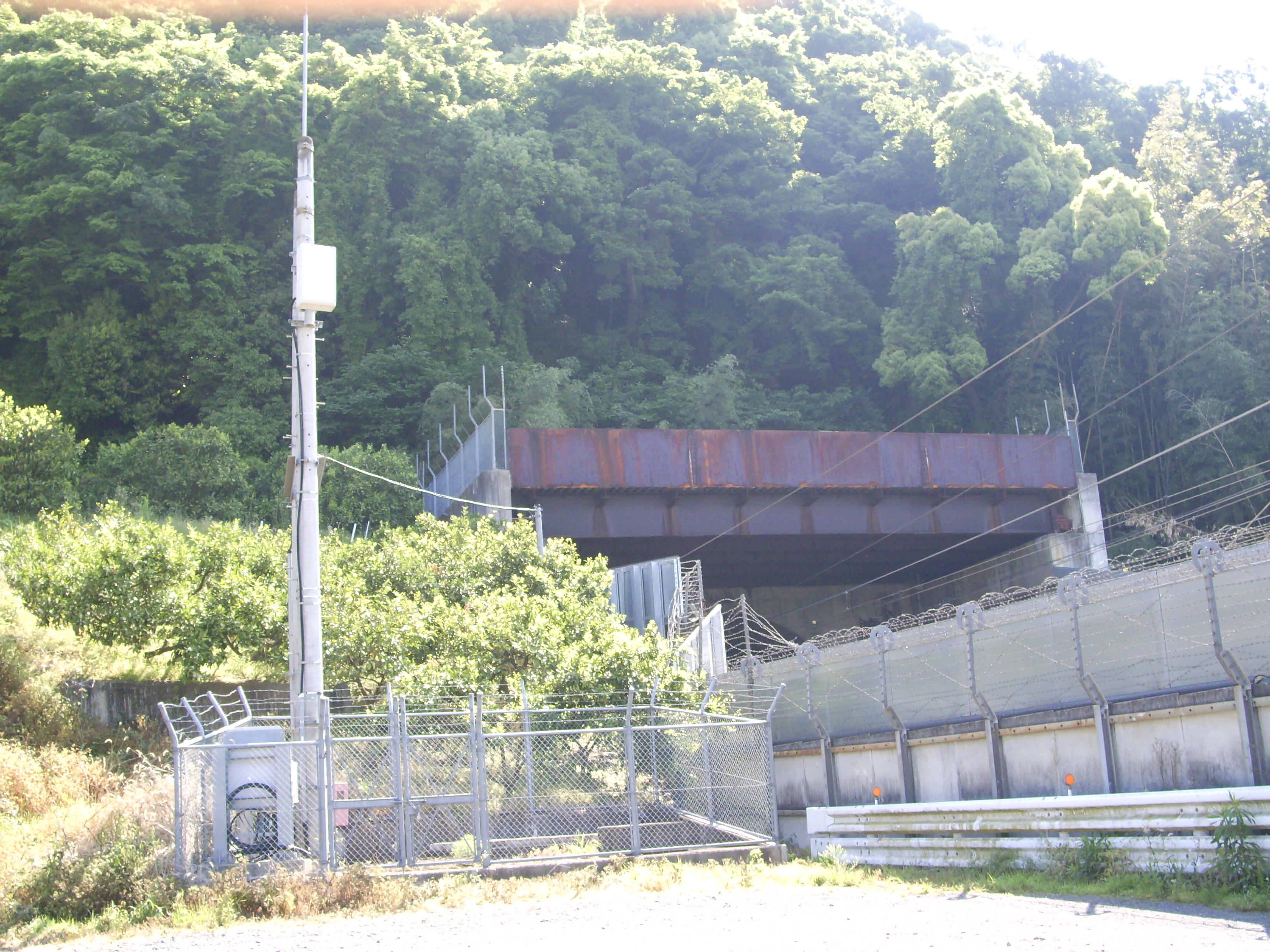
トンネル内列車電話用アンテナ（現供用）

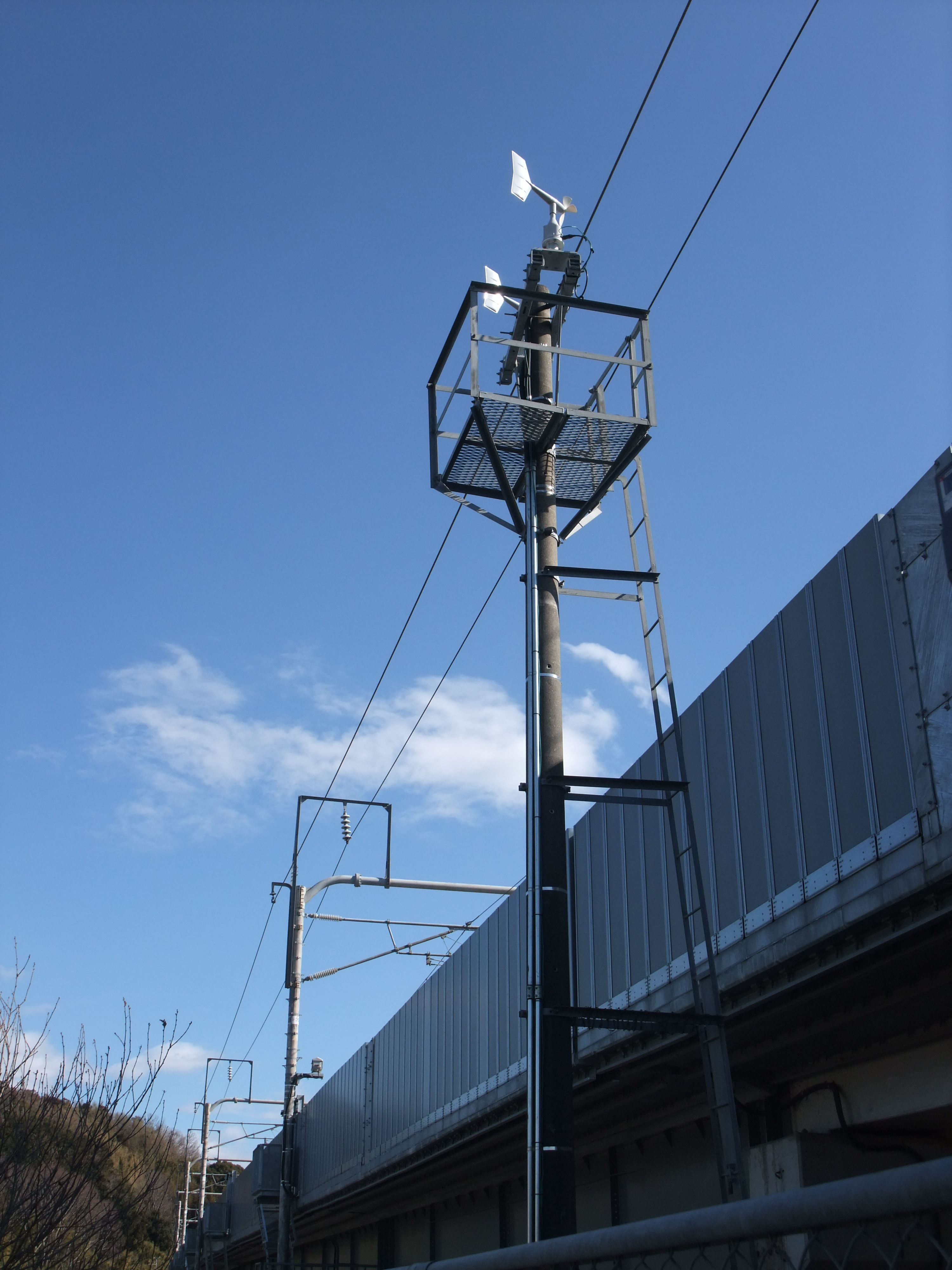
風速計（中村川橋梁）

モデル線には、神奈川県綾瀬付近（相模川の東） - 小田原付近（酒匂川の西）の区間37kmが選ばれた。小田原 - 平塚（相模川の西）間は敗戦前の弾丸列車計画の段階ですでにほぼ買収済みであり、国立にある研究所からも比較的近く、また長い橋梁や大小のトンネルもあって、走行試験に好都合であった。1959年（昭和34年）4月に東京幹線工事局（東幹工）が設置された。担当区間にモデル線を受け持つ東京幹線工事局はその建設に向けて準備を急いだ。
ただし、すでに買収済みではあったものの、用地は耕作等の目的で民間人が借用していたため、用地課の職員は離作補償を含む用地返還交渉から始めなければならず、新規買収と変わらぬほどの時間がかかった。角本良平によれば、神奈川県大和市・小田原市間は土地収用法適用の事業認定申請を行っている。また、全線立体交差とするためには地方道については地元との設計協議が必要だったが、これもまた時間と出費を要するものであった。
国鉄の東京幹線工事局は1960年（昭和35年）4月ようやく、東京大阪全区間の工事に先駆けてこの区間の建設に着工した。モデル線区に含まれる酒匂川橋梁と相模川橋梁は1960年（昭和35年）1月に着工していた。
国鉄は、鴨宮駅の西で酒匂川の手前、現在線（現在で言う在来線）にモデル線が接する地点で、両線に挟まれた細長い三角形の土地に車庫かつ総合試験基地として鴨宮基地を建設し、1962年（昭和37年）4月からは新幹線総局の現業機関モデル線管理区を置いて、車体の組み立て・艤装、試作車と諸設備の試験・検査・整備、乗員と保線要員の養成を行った。また鴨宮基地には試乗者のための仮ホームが設けられた。基地の建物は予算節約のためごく質素であったが、モデル線自体は営業運転が開始されたときにはその一部に組み込まれることに決まっていたので、完全なものが作られた。

#### 関連施設
モデル線の沿線には平塚（大神）・大磯（生沢）・鴨宮の3つの変電所が設置され、大磯は東日本の50サイクルを西日本の60サイクルの電力系統に置換するための周波数変換変電所の役割を持ち（開業後は饋電区分所となり、周波数変換変電所は大井・綱島・西相模・沼津の4カ所に設置）、平塚と鴨宮には新幹線運行管理システムを設置する信号機械室を併設。
変電所内には地震発生時に電力供給を遮断して緊急停止させるための地震計（正式名は警報感震器）を設置。開業を控えた1964年6月16日に新潟地震が発生したことをうけ、急遽対震列車防護装置の設置が決定（事前構想としては12の保線所に簡易警報地震計を置き、地震発生後に係員が確認して電話で総合指令所へ報告し運転取扱いを検討する計画だった）。本線各所が最終調整に追われていたことから、準備が整い開業を待つだけの状態であったモデル線で試験導入され、人為的に作動させて運転停止動作を確認し、有効性が証明されたことから全線配備となった。なお、当時の機械（SMAC型）は落下球式と倒立振り子式の位置エネルギー（運動力学）を用いた単純なもので、地震が発生してから作動するものであったため、後の地震動早期検知警報システム（ユレダス）開発の必要性が既に議論されることになった。
また、藤沢市用田の線路脇と小田原の弁天山トンネル上の山にATCや列車無線用の通信基地を設置した（両基地局は開業後に中継所となった）。また弁天山トンネルではトンネル内でも列車電話（公衆電話）の通話を可能にするため両坑口脇に中継機アンテナを設置した（実際に車内に公衆電話が設置されたのは1966年）。
時速200キロを超える高速運転の新幹線では横風安定性の確保が重要で、模型による風洞実験から風速20メートル以上は警戒が必要になることが判明し、モデル線区間では丹沢山地からの丹沢颪（大山颪）が軌道建設中から懸念されていたこともあり、沿線に風速計を設置して運転指令所へ伝送するシステムを構築、その有効性が確認されたため本線開業時に全線で採用された。

#### 土木構造物
モデル線区間の軌道では高架橋・盛土・切り取り（開削）の各構造体が混在し、それぞれの特性について観察された。高架橋橋脚では標準仕様となる60センチ四方の角柱以外に、厚さ30センチの板状橋脚（上掲の銘板高架橋写真参照）も採用され、振動・衝撃試験により関東大震災級の地震でも耐えうることを確認し、本線への導入が決定した。また、高架橋区間での走行試験ではバラストを敷かず、スラブ軌道として振動・騒音や軌道そのものへの負荷、雨水排水などを確認した（開業前に全てバラストを充填した）。
盛土および切土区間の法面の内、切土面はコンクリート擁壁で統一することが早々に決まったが、盛土面では三和土のような合成土壌を締固め用機械（整地ローラー等）による転圧のみでの露天放置やモルタル塗装、さらに芝やクローバーなど10種類の植生養生も試みられ、その栽培方法も播種と育苗を地植え（直植え）や植生マットを用いてみるなどの試行錯誤が繰り返された。

### 試験走行
モデル線のテストを統括するモデル線管理区（管理区長は田中隆造）は1962年（昭和37年）4月20日に開区式が行われ、1962年（昭和37年）6月、鴨宮基地から東方向へ約10kmの生沢までの区間（下り線）が完成したところで、モデル線全区間の完成を待たずに走行試験が開始された。6月26日には十河総裁を迎えて試験運転開始式が行われた。その後、工事の合間を縫って種々のテストが進められ、1962年（昭和37年）10月に全区間約30kmが完成したあとは、200km/hを越え、最終的には250km/hを目指して速度向上試験が進められていった。1963年（昭和38年）3月30日午前9時46分32秒には速度向上試験で256km/hを記録。この速度を達成するには、高速走行時に起きる車両の蛇行動（だこうどう）を克服する台車や超高速に耐えるパンタグラフなど、幾多の技術改良が必要であった。
新幹線研究の主体となったのは鉄道技術研究所である。新幹線に導入された技術はすべて「充分に実証された技術の範囲」、「ウェル・プルーブド・テクニーク」ではあったが、それらを結集しても、200km/hを超える列車速度で安定的に走行するまでには、いくつもの課題を乗り越えなければいけなかった。モデル線で見つかった問題点はすぐさまフィードバックされ、改良された装置でまたテストが行われる、その繰り返しであった。モデル線のテストとデータをもとに各設備や営業用量産形電車の仕様も決まっていった。

#### 事故と教訓
1964年（昭和39年）2月26日、モデル線への侵入者による自殺が発生した。モデル線では轢死を想定した試験として、軌道上に約60Kgのジャガイモを置き風圧で飛ばされないようテープで固定した上で車両を走行させ、潰れたジャガイモの飛散状況を確認しており、その結果を活かして排障器の改良を重ねてきたが、事故をうけて金属板の排障器にゴム製の補助排障器を取り付けることが決まった。また、軌道への立入禁止措置としてのフェンスの上部にさらに有刺鉄線を加設することも決まった。

### 未収情報
モデル線は比較的温暖な湘南に設けられたことから、唯一雪に対する試験だけは行うことができなかった。そのため開業初年の冬にいきなり豪雪地帯の関ケ原で運行に支障をきたすこととなり、雪対策としての融雪装置（ポンプ場・パイプライン・スプリンクラー等）を急遽増設しなければならなくなった。

### 発展的解消

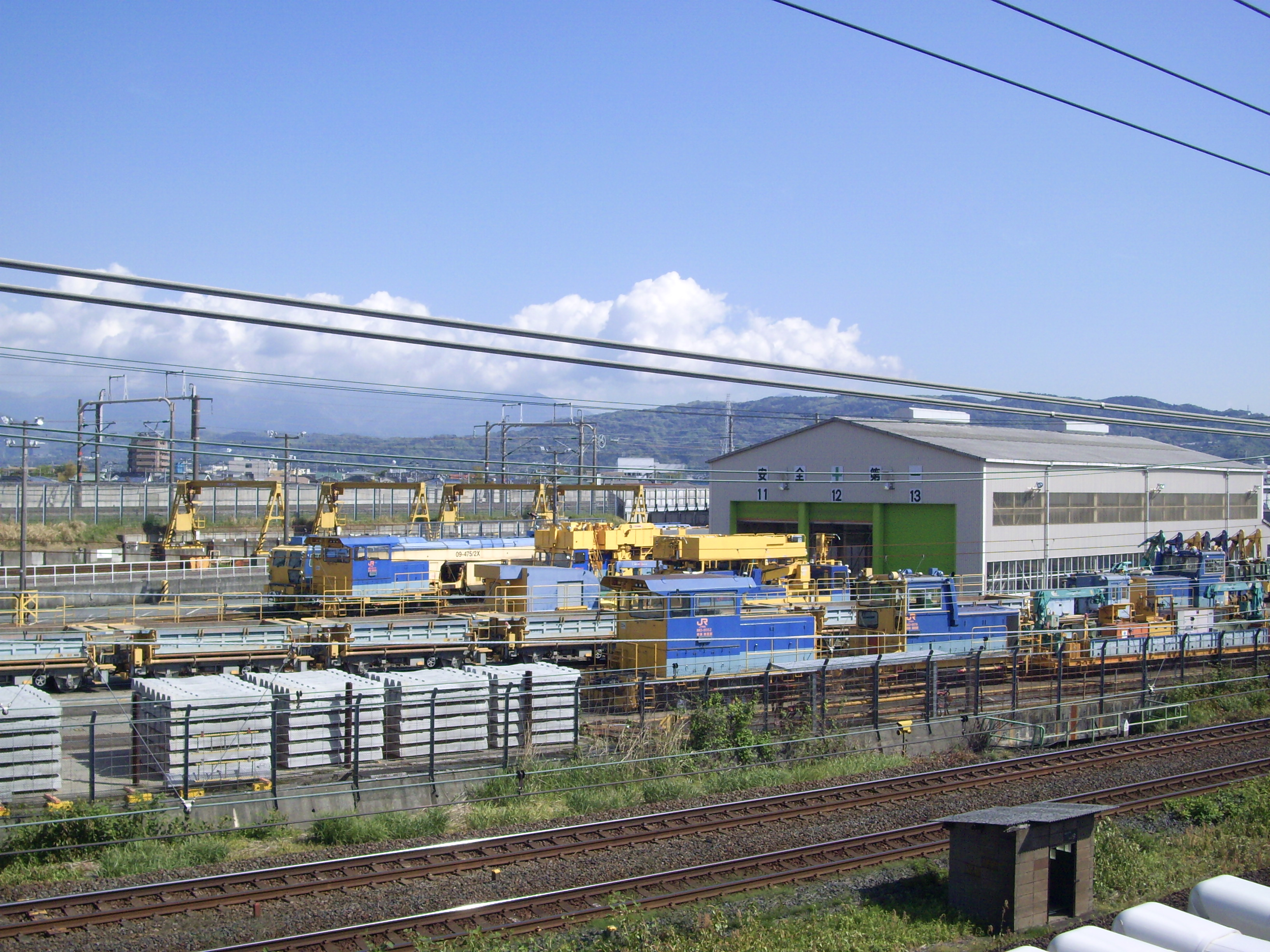
鴨宮保線基地

1964年（昭和39年）2月15日、モデル線は西からの上り線と第一熱海トンネル内でつながって、綾瀬 - 三島間77kmが開通した。これをもってモデル線はその役割を終えて、当初からの計画通り、東海道新幹線東京 - 新大阪間の営業路線区間に組み込まれ、モデル線管理区は同年4月下旬に廃され、その後綾瀬側の渡り線は撤去された。走行試験は新幹線局運転車両部が引き継いだ。小田原側の鴨宮基地は、渡り線こそ撤去されたものの、新幹線の鴨宮保線基地として現在も使用されている。

### 記念碑
鴨宮基地は、新幹線試作車両が初めて組み立てられ軌道を走り始めた地である。また、新幹線の車両や設備の実地テスト、要員養成もこの鴨宮が出発点となった。
1974年（昭和49年）8月、国鉄は新幹線開業10周年を記念して、日本国有鉄道新幹線総局長・原田種達の名で、鴨宮基地の跡地の新幹線線路際にモデル線鴨宮基地の記念碑「新幹線発祥之地」を建立している。それは平面御影石に日本列島のレリーフと鴨宮の位置を刻んだシンプルなモニュメントで、横壁には「新幹線発祥之地」というプレートがはめ込まれている。（鴨宮駅から下り側約700m、北緯35度16分24.5秒 東経139度10分20.5秒 / 北緯35.273472度 東経139.172361度 付近）
2009年には、地元市民有志により鴨宮駅南口側に「新幹線の発祥地・鴨宮の記念碑」が建立され、4月19日に除幕式が行われた。

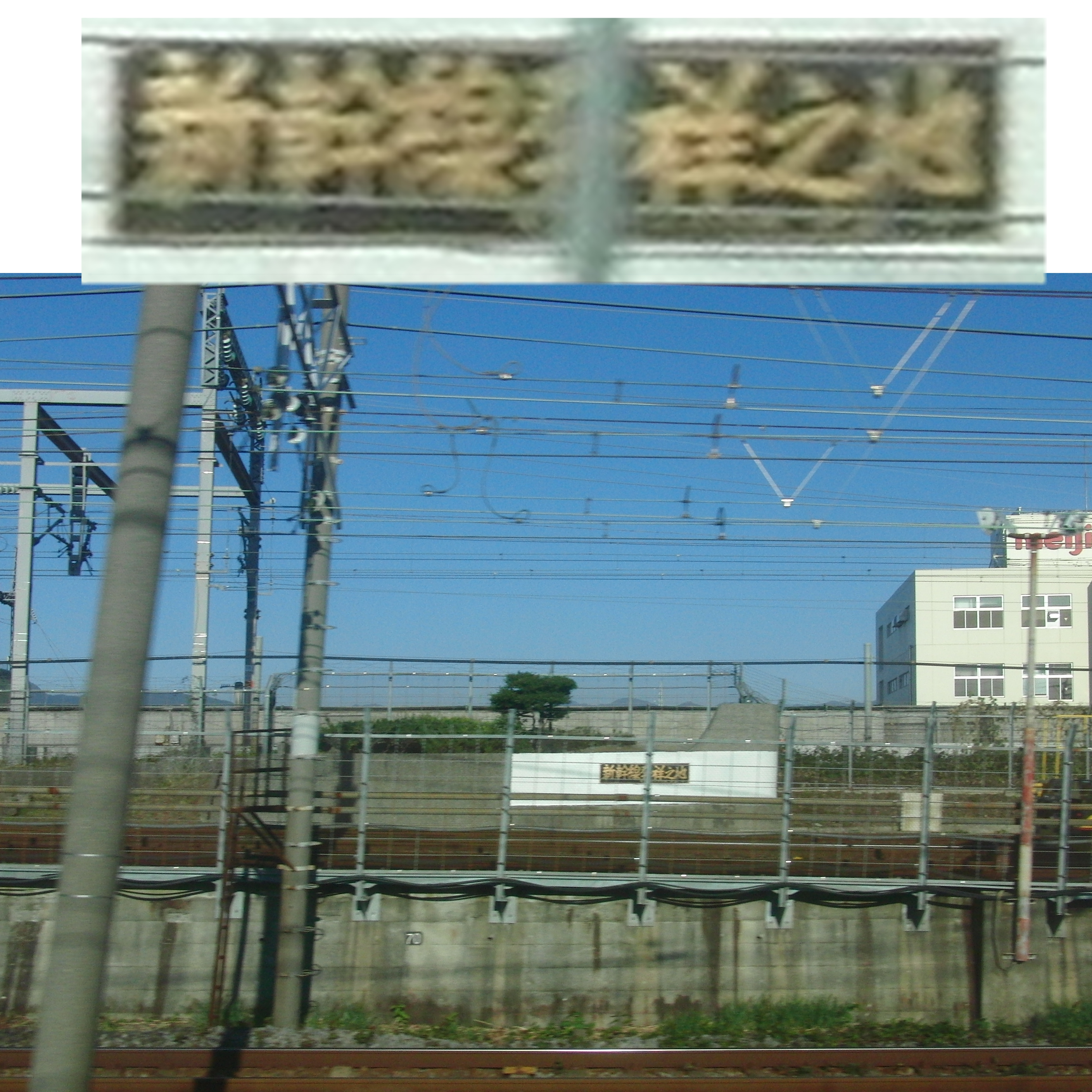
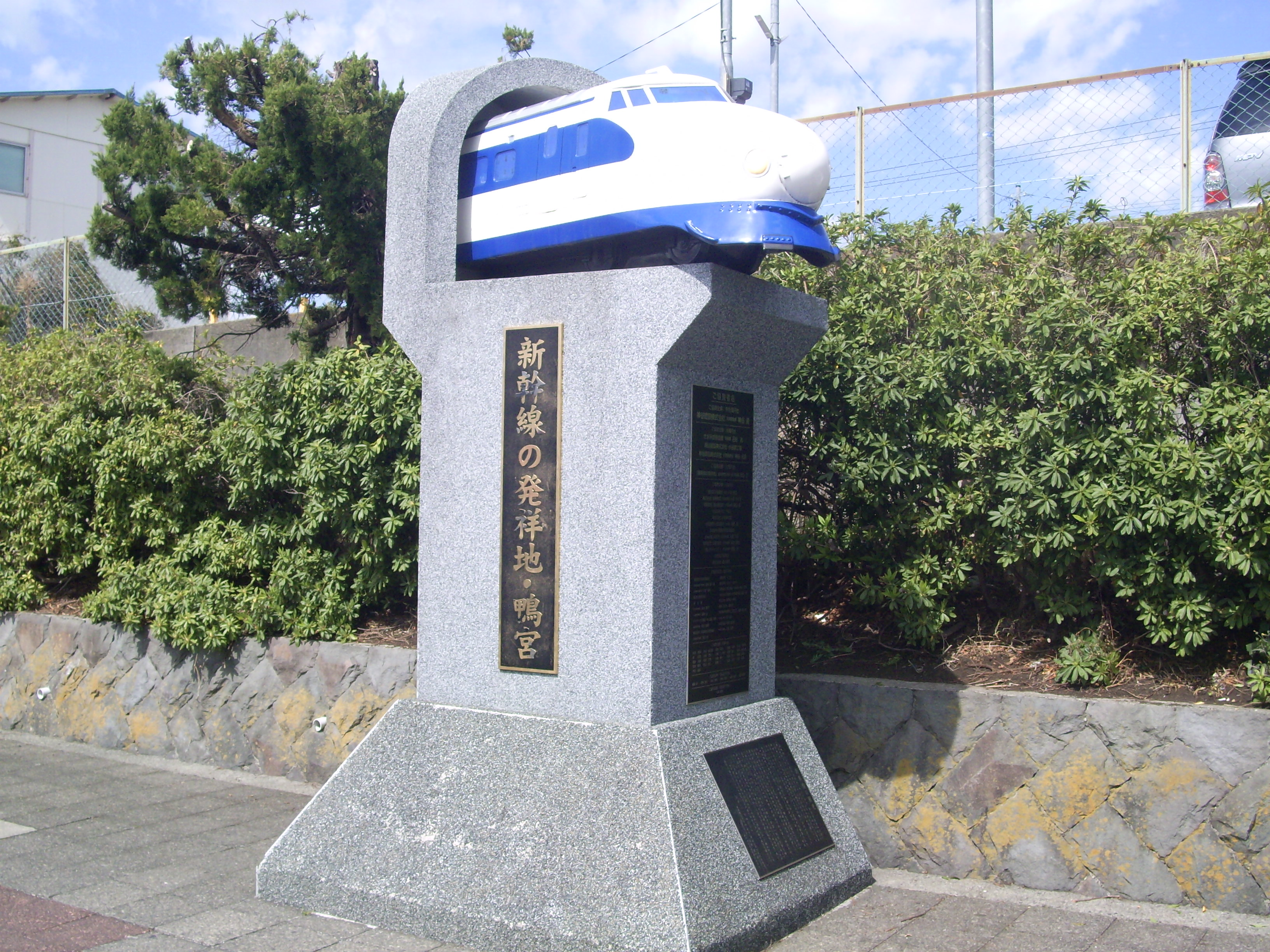

### モデル線の年表
- 終戦まで：弾丸列車計画で、相模川 - 早川を含む東京大阪間のルート用地が順次買収された[67]。
- 1955年（昭和30年）5月、十河信二が国鉄総裁に就任
- 1956年（昭和31年）5月10日、国鉄本社で東海道線増強調査会が設置される（委員長は島秀雄）[37]
- 1957年（昭和32年）5月25日、鉄道技術研究所創立50周年記念講演会「東京 - 大阪間3時間への可能性」
- 1957年（昭和32年）7月、国鉄から運輸省に申請書を提出。時の運輸大臣中村三之丞はこれを積極的に支持[68]。
- 1957年（昭和32年）7月、国鉄内に幹線調査室を設置。[69]。
- 1957年（昭和32年）8月、運輸大臣諮問機関、日本国有鉄道幹線調査会が設置される[37]
- 1958年（昭和33年）7月7日、幹線調査会が「広軌別線」を5カ年で建設すべきと答申
- 1959年（昭和34年）3月31日、30億円の東海道幹線増設費が国会で認められる[37]
- 1959年（昭和34年）4月13日、東京・大阪間線路増設工事運輸大臣認可が下りる[37]
- 1959年（昭和34年）4月18日、幹線調査室を廃して新幹線局を設置し、幹線調査事務所を廃して東京幹線工事局を設置[37]
- 1959年（昭和34年）4月20日、新丹那トンネル東口で全線の起工式[37]
- 1959年（昭和34年）12月、静岡、名古屋、大阪の幹線工事局が発足[37]
- 1960年（昭和35年）1月、酒匂川橋梁と相模川橋梁が着工
- 1960年（昭和35年）4月11日、新幹線総局が誕生（総局長は大石重成）
- 1962年（昭和37年）3月、モデル線で軌道・電気の起工式[37]
- 1962年（昭和37年）4月20日、モデル線管理区の開区式
- 1962年（昭和37年）5月、鴨宮から東約10kmまでの区間が完成
- 1962年（昭和37年）6月、鴨宮基地（東京基点71km820m）から東方向へ約10kmの軌道（下り線）が完成し、走行試験が始められる。
- 1962年（昭和37年）6月26日、第一次速度向上試験で70km/h
- 1962年（昭和37年）7月15日、16日、第二次速度向上試験（その1）で110km/h[70]
- 1962年（昭和37年）9月8日、13日、14日、第二次速度向上試験（その2）で160km/h[70]
- 1962年（昭和37年）10月10日、モデル線全区間が完成[71]
- 1962年（昭和37年）10月31日、第二次速度向上試験（その3）東京基点62km第一生沢トンネル付近で200km/h[71]
- 1963年（昭和38年）3月19日、243km/h[24]
- 1963年（昭和38年）3月30日、速度向上試験最終日に256km/h[24]
- 1964年（昭和39年）2月15日、モデル線が西の熱海方面からの上り線とつながって、綾瀬 - 三島間77kmが開通
- 1964年（昭和39年）4月1日、東海道新幹線支社発足に伴い、モデル線管理区が支社所属の現業機関となる。[72]
- 1964年（昭和39年）4月20日、モデル線管理区が廃止されて東京運転支所に吸収される。[73][72]
- 1964年（昭和39年）4月28日、鳥飼 - 米原間試運転開始。[74]
- 1964年（昭和39年）6月17日、鳥飼・米原間で200km/hの速度試験成功。[72]
- 1964年（昭和39年）6月20日、A編成が救援車に改造のため浜松工場に入る。[72]
- 1964年（昭和39年）6月22日、B編成が電気試験車に改造のため浜松工場に入る。[72]
- 1964年（昭和39年）7月1日、川崎市で最後のレールが結合され、東京-大阪間515kmが全通[37][75]
- 1964年（昭和39年）7月25日、全線試運転が開始[37]
- 1964年（昭和39年）10月1日、正式名「東海道線（新幹線）」が営業開始